# Карл Мікаллеф
Карл Мікаллеф (мальт. Karl Micallef, нар. 8 вересня 1996) — мальтійський футболіст, захисник клубу «Гуджа Юнайтед».
Виступав, зокрема, за клуби «П'єта Готспурс» та «Хамрун Спартанс», а також національну збірну Мальти.
Чемпіон Мальти.

## Клубна кар'єра
У дорослому футболі дебютував 2013 року виступами за команду «П'єта Готспурс», у якій провів чотири сезони. 
Своєю грою за цю команду привернув увагу представників тренерського штабу клубу «Хамрун Спартанс», до складу якого приєднався 2017 року. Відіграв за хамрунський клуб наступні п'ять сезонів своєї ігрової кар'єри. Більшість часу, проведеного у складі «Хамрун Спартанс», був основним гравцем захисту команди.
До складу клубу «Гуджа Юнайтед» приєднався 2022 року. Станом на 12 березня 2023 року відіграв за клуб з Гуджі 19 матчів в національному чемпіонаті.

## Виступи за збірні
У 2012 році дебютував у складі юнацької збірної Мальти (U-17), загалом на юнацькому рівні взяв участь у 9 іграх.
Протягом 2017–2018 років залучався до складу молодіжної збірної Мальти. На молодіжному рівні зіграв у 10 офіційних матчах.
У 2019 році дебютував в офіційних матчах у складі національної збірної Мальти.
| Дата       | Місто   | Господарі | Результат | Гості       | Турнір                               | Голи | Примітки |
| ---------- | ------- | --------- | --------- | ----------- | ------------------------------------ | ---- | -------- |
| 26-3-2019  | Та-Калі | Мальта    | 0 – 2     | Іспанія     | Відбір до ЧЄ 2020                    | -    | 85'      |
| 15-11-2019 | Кадіс   | Іспанія   | 7 – 0     | Мальта      | Відбір до ЧЄ 2020                    | -    | 33'      |
| 11-11-2020 | Та-Калі | Мальта    | 3 – 0     | Ліхтенштейн | товариський матч                     | -    | 28'      |
| 14-11-2020 | Та-Калі | Мальта    | 3 – 1     | Андорра     | Ліга націй УЄФА 2020-2021 - 1-й етап | -    |          |
| 11-11-2021 | Та-Калі | Мальта    | 1 – 7     | Хорватія    | Відбір до ЧС 2022                    | -    | 83'      |
| 14-11-2021 | Та-Калі | Мальта    | 0 – 6     | Словаччина  | Відбір до ЧС 2022                    | -    | 78'      |
| 1-6-2022   | Та-Калі | Мальта    | 0 – 1     | Венесуела   | товариський матч                     | -    | 84'      |
| 17-11-2022 | Та-Калі | Мальта    | 2 – 2     | Греція      | товариський матч                     | -    | 80'      |
| Усього     |         | Матчів    | 8         |             | Голів                                | 0    |          |

## Титули і досягнення
- Чемпіон Мальти (1):

«Хамрун Спартанс»: 2020-2021